# Гольдшмидт, Рихард
Ри́хард Бару́х-Бенеди́кт Го́льдшмидт (нем. Richard Baruch-Benedikt Goldschmidt; 12 апреля 1878 — 24 апреля 1958) — американский генетик и эволюционист немецкого происхождения. Гольдшмидт был одним из первых учёных, соединивших достижения генетики и эмбриологии в развитии эволюционных идей. Выдвинул модель макроэволюции путём макромутаций, которая широко известна как гипотеза «hopeful monsters» — «обнадёживающих уродов».
Гольдшмидт также описал нервную систему нематод, часть этих работ позднее подтолкнула Сиднея Бреннера к использованию вида Caenorhabditis elegans в качестве модельного для исследования биологии развития, включая нейрональное развитие.

## Биография
Гольдшмидт родился во Франкфурте-на-Майне, в еврейской семье. С 1899 года изучал зоологию и медицину в Гейдельбергском университете. В 1903 году получил степень доктора философии. В 1909 году стал профессором Мюнхенского университета, но оставил это место в 1914 году, чтобы возглавить секцию генетики во вновь основанном Институте биологии кайзера Вильгельма.
Начало Первой мировой войны застигло его в Японии, что не позволило ему вернуться в Германию, и он был вынужден отправиться в Соединённые Штаты, где оказался в лагере для «неблагонадёжных немцев». В 1919 году Гольдшмидт вернулся в Германию, но в 1935 году под давлением нацистского режима был снова вынужден уехать и продолжил работу в Университете Беркли.

## Эволюционные взгляды
Занимаясь исследованиями генетики пола у непарного шелкопряда, Гольдшмидт на протяжении двух десятилетий оставался убежденным дарвинистом. Однако в итоге этих исследований он пришёл к выводу, что внутривидовая изменчивость не ведёт к образованию новых таксонов, а естественный отбор способен лишь устранять неудачных мутантов. Как пишет сам Гольдшмидт в автобиографии, примерно к 1932-му году он пришёл к новому пониманию механизмов видообразования. Теперь он видел таковыми системные мутации, которые назвал макромутациями. В 1940-м году в Нью-Хейвене вышла его широко известная книга «Материальные основы эволюции», в основном посвящённая генетическим причинам макроэволюции, причём всем своим содержанием книга была направлена против дарвинизма. Активную роль в популяризации идей этой книги сыграл впоследствии американский палеонтолог Стивен Гулд.

## Карьера
В 1903 году Гольдшмидт начал работать ассистентом Рихарда Гертвига в Мюнхенском университете, где он продолжил свою работу над нематодами и их гистологией, включая исследования развития нервной системы аскарид и анатомии ланцетников. Он основал гистологический журнал" Archiv für Zellforschung". Под влиянием Гертвига он также начал интересоваться поведением хромосом и новой областью генетики.
В 1909 году Гольдшмидт стал профессором в Мюнхенском университете и, вдохновленный работой Вильгельма Иогансена «Elemente der exakten Erblichkeitslehre», начал изучать определение пола и другие аспекты генетики непарных шелкопрядов, с которым он скрещивал различные виды. Он наблюдал разные стадии их полового развития. Некоторые животные не были ни самцами, ни самками, ни гермафродитами, но представляли весь спектр гинандроморфизма. Он назвал их «интерсекс». Его исследования непарных шелкопрядов, кульминацией которых стала его монография 1934 года «Лимантрия», стали основой для его теории определения пола, которую он развивал с 1911 по 1931 год. Гольдшмидт покинул Мюнхен в 1914 году и перешёл на должность главы секции генетики недавно основанного Института биологии Кайзера Вильгельма. В 1911 году он написал книгу «Основы учения о наследственности». В 1913 году книга переведена на русский язык Шмидтом.
Во время поездки в Японию в 1914 году он не смог вернуться в Германию из-за начала Первой мировой войны и оказался в Соединённых Штатах. Он попал в лагерь для интернированных в Форте Оглторп, штат Джорджия, для «опасных немцев». После освобождения в 1918 году он вернулся в Германию в 1919 году и работал в Институте кайзера Вильгельма. Чувствуя, что оставаться в Германии небезопасно, он эмигрировал в Соединённые Штаты в 1936 году, где стал профессором Калифорнийского университета в Беркли. Во время Второй мировой войны нацистская партия опубликовала агитационный плакат под названием «Еврейское мировое господство» с изображением родословной Гольдшмидта.